# Тензор в'язких напружень
Тензор в'язких напружень використовується в механіці суцільних середовищ для моделювання частини напруження в точці в межах деякого матеріалу, який можна віднести до швидкості деформації — швидкість деформації навколо цієї точки.
Формально тензор в'язких напружень є схожим на тензор пружних напружень, який описує внутрішні сили як пружний матеріал за рахунок деформації. Обидва тензори відображають вектор нормалі поверхні елемента до щільності та напрямок напруги, діючої на поверхні цього елемента.
Пружне напруження пов'язане з обсягом деформації, в той час як в'язке напруження залежить від швидкості деформації з плином часу. У в'язкоеластичних матеріалах, стан яких балансує між твердим та рідким, загальний тензор напружень поєднує в собі як в'язкі, так і еластичні (статичні) компоненти. Для повністю рідких матеріалів еластичність виражається гідростатичним тиском.
У довільній системі координат, в'язке напруження ε та швидкість деформації E в певний момент часу можуть бути представлені матрицями дійсних чисел розмірності 3 × 3. У багатьох випадках існує наближена лінійна залежність між цими матрицями; це є тензор в'язкості 4-го порядку μ при ε = μE. Тензор μ має 4 індекси та складається з 3 × 3 × 3 × 3 дійсних чисел (21 з яких є незалежними). У ньютонівській рідині співвідношення між ε та E є абсолютно лінійним, а тензор в'язкості μ не є залежним від руху або напруги в рідині. Якщо рідина є ізотропною, а також ньютонівською, в'язкість тензора μ матиме три незалежні параметри: об'ємний коефіцієнт в'язкості, який визначає опір середовища до поступового рівномірного стискання; динамічний коефіцієнт в'язкості, який виражає стійкість до поступового зсуву, а також коефіцієнт в'язкості обертання, що призводить до зв'язку між потоком рідини і обертанням окремих частинок. При відсутності такого зв'язку, в'язкий тензор напруги буде мати тільки два незалежних параметра і буде симетричним. У неньютонівських рідинах, з іншого боку, залежність між ε та E може бути сильно нелінійною, ε може навіть залежати від особливостей потоку, крім E.

## Означення

### Порівняння в'язкого та гнучкого напружень
Внутрішні механічні напруження в суцільному середовищі, як правило, пов'язують з деформацією матеріалу у деякому «розслабленому» стані. Такі напруження зазвичай включають в себе еластичний (статичний) компонент, що пов'язано з поточним обсягом деформації і може приводити матеріал до стану спокою; та коефіцієнт в'язкості, що залежить від швидкості, при якій деформація змінюється з часом і протидіє цій зміні.

### Тензор в'язких напружень
Як загальні та гнучкі напруження, в'язке напруження навколо певної точки матеріалу в будь-який момент часу, моделюється за допомогою тензора напружень та лінійної залежності між вектором нормалі ідеальної площини, що проходить через точку і локальну щільність напруги на цій площині в цій точці.
У довільній системі координат з осями 1, 2, 3, тензор в'язких напружень може бути представлений у вигляді матриці дійсних чисел розмірності 3 × 3:
{\displaystyle \varepsilon (p,t)={\begin{bmatrix}\varepsilon _{11}&\varepsilon _{12}&\varepsilon _{13}\\\varepsilon _{21}&\varepsilon _{22}&\varepsilon _{23}\\\varepsilon _{31}&\varepsilon _{32}&\varepsilon _{33}\end{bmatrix}}\,.}
Зауважимо, що ці числа є різними в точці p з часом t.
Розглянемо нескінченно малу величину на плоскій поверхнею з центром в точці p, представлений вектором dA довжина якого — це площа елемента і напрямок є перпендикуляром до цієї площі. Нехай dF є нескінченно малою силою згідно в'язкості напруження, що прикладається до цієї поверхні до матеріалу, на стороні, протилежній до dA. Компоненти dF уздовж кожної осі координат задаються формулою
{\displaystyle dF_{i}=\sum _{j}\varepsilon _{ij}\,dA_{j}\,.}
У випадку будь-якого матеріалу σ є сумою тензору в'язких напружень ε, тензору гнучких напружень τ та гідростатичного тиску p. У ідеально рідкому матеріалі, що за визначенням не може мати статичної напруги зсуву, тензор гнучких напружень є нульовим:
{\displaystyle \sigma _{ij}=-p\delta _{ij}+\varepsilon _{ij}\,,}
де δij це одиничний тензор, δij = 1, якщо i = j і дорівнює 0, якщо i ≠ j.
У той час як в'язкі напруги генеруються за допомогою фізичних явищ, які сильно залежать від природи середовища, тензор в'язких напружень ε тільки описує миттєві сили між суміжними ділянками матеріалу, і не є властивістю матеріалу.

### Симетричність
Ігноруючи крутний момент на елементі у потоці («зовнішній» крутний момент), в'язкий «внутрішній» крутний момент на одиницю обсягу на елементі рідини записуються (як антисиметричний тензор) так
{\displaystyle \tau _{ij}=\varepsilon _{ij}-\varepsilon _{ji}}
Він являє собою швидкість зміни власної кутової щільності з часом. Якщо частинки мають вільні ступені обертання, це буде означати власний кутовий момент, і, якщо цей момент може бути змінений за рахунок зіткнень, цілком можливо, що цей власний момент може змінюватися в часі, що призводить до власного крутного моменту, який не дорівнює нулю, це буде означати, що тензор в'язких напружень матиме антисиметричний компонент з відповідним коефіцієнтом обертальної в'язкості. Якщо частинки рідини мають незначний кутовий момент, або якщо їх кутовий момент помітно не з'єднаний із зовнішнім моментом, або якщо час встановлення рівноваги між зовнішніми і внутрішніми ступенями свободи практично дорівнює нулю, крутний момент буде дорівнювати нулю і тензор в'язких напружень буде симетричним. Зовнішні сили можуть призвести до асиметричних компонент у тензорі напружень (наприклад, феромагнітні рідини).

## Фізичні причини в'язких напружень
У твердих матеріалах, гнучкі компоненти напружень може бути обумовлені деформацією зв'язків між атомами і молекулами матеріалу, і можуть включати в себе напругу зсуву. У рідині, гнучке напруження може бути пов'язано зі збільшенням або зменшенням середньої відстані між частинками, що обумовлюється їх зіткненнями або взаємодією і, отже, швидкістю передачі імпульсу через рідину; з цим пов'язана мікроскопічна теплова випадкова складова руху частинок, вона проявляється у вигляді ізотропної напруги гідростатичного тиску.
В'язка складова напруги, з іншого боку, виникає з макроскопічної середньої швидкості частинок. Це може бути пов'язано з дифузією або тертям частинок між суміжними ділянками середовища, які мають різні середні швидкості. 

## Рівняння в'язкості

### Тензор швидкості деформації
У гладкому потоці, швидкість, при якій середовище деформується з плином часу (швидкість деформації) можна апроксимувати за допомогою тензора швидкості деформації  E(p,t), який, як правило, залежить від точки p і часу t. Що стосується будь-якої системи координат, вона може бути виражена у вигляді матриці 3 × 3.
Тензор швидкості деформації E(p,t) може бути визначений як похідна від тензора деформації e(p,t) за часом, або, що те ж саме, як симетрична частина градієнта (похідна по простору) вектор швидкості потоку v(p,t):
{\displaystyle E={\frac {\partial e}{\partial t}}={\tfrac {1}{2}}\left((\nabla v)+(\nabla v)^{\top }\right)\,,}
де ∇v описує градієнт швидкості. У декартових координатах, ∇v — матриця Якобі,
{\displaystyle (\nabla v)_{ji}={\frac {\partial v_{j}}{\partial x_{i}}}}
таким чином 
{\displaystyle E_{ij}={\frac {\partial e_{ij}}{\partial t}}={\tfrac {1}{2}}\left({\frac {\partial v_{j}}{\partial x_{i}}}+{\frac {\partial v_{i}}{\partial x_{j}}}\right)\,.}
У будь-якому випадку, тензор швидкості деформації E(p,t) виражає швидкість, при якій середні зміни швидкості в середовищі в міру віддалення від точки p крім змін внаслідок обертання середовища близько точки p (Ці зміни включають в себе вихор потоку, який є ротором (обертання) швидкості  ∇ × v який також є антисиметричною частиною градієнта швидкості ∇v.)

### Загальні потоки
Тензор в'язких напружень є лінійним наближенням напружень навколо точки p, і не містить виразів вищих порядків у ряді Тейлора. Однак практично у всіх практичних ситуаціях ці вирази можуть бути проігноровані, так як вони є дуже малими в масштабах розміру, де генерується в'язка напруга і впливає на рух середовища. Те ж саме можна сказати і про тензор швидкості деформації E як про представлення швидкості навколо p.
Отже, лінійних моделей, представлені тензорами E та ε майже завжди досить для опису в'язкої напруги та швидкості деформації. Зокрема, швидкість деформації E(p,t) є єдиною властивістю швидкості потоку, яка безпосередньо впливає на в'язке напруження ε(p,t) в заданій точці.
З іншого боку, залежність між E та ε може бути достатньо складною, і сильно пов'язана зі складом, фізичним станом, і мікроскопічною структурою матеріалу. Крім того, часто це має сильно нелінійний характер, і може залежати від деформацій і напружень, раніше випробовуваного матеріалу навколо даної точки. 

## В'язкі напруження об'єму та деформації
Ігноруючи ефект обертання, тензор в'язких напружень буде симетричним. Як і в разі будь-якого симетричного тензора, тензор в'язких напружень ε може бути виражено у вигляді суми скалярного множника εv тензора ідентичності і симетричного тензора εs з нульовим слідом.
{\displaystyle {\begin{aligned}\varepsilon _{ij}&=\varepsilon _{ij}^{\mathrm {v} }+\varepsilon _{ij}^{\mathrm {s} }\\\varepsilon _{ij}^{\mathrm {v} }&={\tfrac {1}{3}}\delta _{ij}\sum _{k}\varepsilon _{kk}\\\varepsilon _{ij}^{\mathrm {s} }&=\varepsilon _{ij}-{\tfrac {1}{3}}\delta _{ij}\sum _{k}\varepsilon _{kk}\,.\end{aligned}}}
Цей розклад не залежить від системи координат і тому фізично значимий. Постійна частина εv тензора в'язких напружень проявляється як свого роду тиск, який діє однаково і в вертикальному положенні на будь-якій поверхні, що не залежить від його орієнтації. На відміну від звичайного гідростатичного тиску, це може проявитись тільки тоді, коли напруга змінюється, діючи, щоб протистояти змінам; і це може бути негативним.

### Ізотропний ньютонівський випадок
В ізотропному ньютонівському середовищі (тобто, властивості якого однакові за всіма напрямами), кожна частина тензора напружень має відношення до відповідної частини тензора швидкості деформації.
{\displaystyle {\begin{aligned}\varepsilon ^{\mathrm {v} }(p,t)&=\mu ^{\mathrm {v} }E^{\mathrm {v} }(p,t)\,,\\\varepsilon ^{\mathrm {s} }(p,t)&=\mu ^{\mathrm {s} }E^{\mathrm {s} }(p,t)\,,\end{aligned}}}
де Ev та Es скалярні, ізотропні частини з нульвим слідом тензору швидкості деформації E, μv та μs — два дійсних числа. Таким чином, в цьому випадку тензор в'язких напружень μ має лише два незалежних параметри.
Частина з нульовим слідом Es від E симетричний 3 × 3 тензор, який описує швидкість, з якою середовище деформується шляхом зсуву, ігноруючи будь-які зміни в його обсязі. Одна частина з нульовим слідом εs від ε схожа на в'язку деформовану напругу, що пов'язано з деформацією зсуву. Це в'язка напруга, рухається через трубку з рівномірним поперечним перерізом (потік Пуазейля) або між двома паралельними пластинами (рухаються в потоці Куетта) рідини, і чинить опір.
Частина Ev з E діє як скалярний множник (як εv), середня швидкість розширення середовища навколо даної точки. Чисельно це дорівнює 1/3 швидкості дивергенції
{\displaystyle \nabla \cdot v=\sum _{k}{\frac {\partial v_{k}}{\partial x_{k}}}\,,}
який в свою чергу є відносною швидкістю зміни об'єму рідини за рахунок потоку.
Таким чином, скалярна частина εv від ε є напругою, яку можна спостерігати, коли матеріал стискається або розширюється з тією ж швидкістю у всіх напрямках. Це проявляється як додатковий тиск, який з'являється тільки в той час, коди матеріал стискається, і зникає, як тільки обсяг перестає змінюватися.
Ця частина в'язких напружень, як правило, називається об'ємною в'язкістю, часто є важливою для в в'язкоеластичних матеріалів, і відповідає за ослаблення хвиль тиску в середовищі. Об'ємною в'язкістю можна знехтувати, коли матеріал розглядають як нестисливий (наприклад, при моделюванні потоку води в каналі).
Коефіцієнт μv, часто описують як η, він називається коефіцієнтом об'єму (або «другою в'язкістю»); μs — це коефіцієнт загальної в'язкості.